# Hrabstwo Lincoln (Nevada)

Piramida wieku hrabstwa

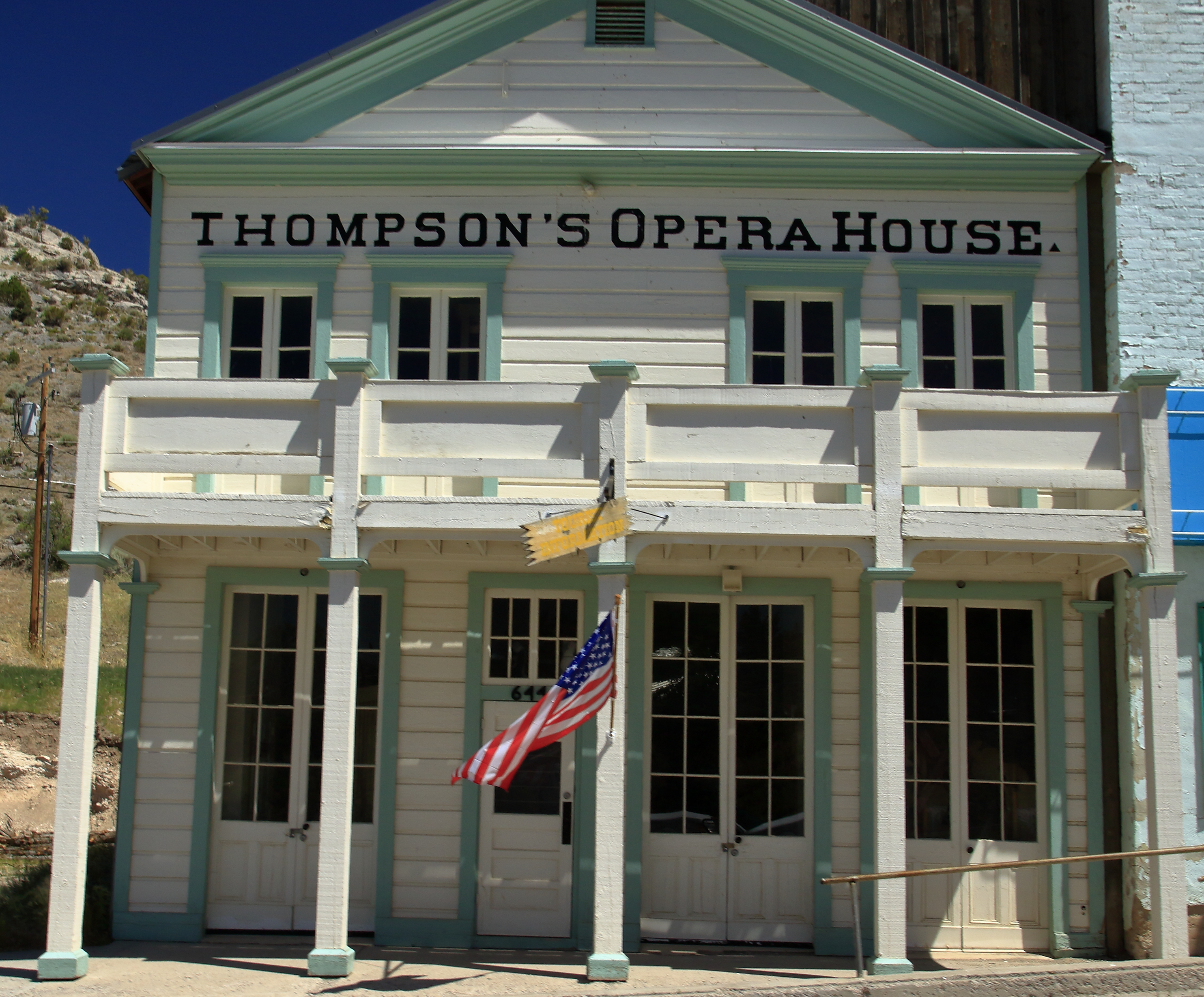
Opera House w Pioche

Hrabstwo Lincoln (ang. Lincoln County) – amerykańskie hrabstwo w południowo-wschodniej części stanu Nevada. Populacja w roku 2023 wyniosła 4452 mieszkańców. Z gęstością zaludnienia 0,16 os./km², jest drugim (po hrabstwie Esmeralda) najsłabiej zaludnionym hrabstwem stanu Nevada i jednym z najsłabiej zaludnionych w Stanach Zjednoczonych. Stolicą jest  Pioche.

## Historia
Hrabstwo Lincoln powstało w roku 1861. Jest jednym z dziewięciu oryginalnych hrabstw Terytorium Nevady. Pierwotnie miało się nazywać Stewart na cześć senatora Williama Stewarta. Ostatecznie w roku 1866 przyjęto nazwisko szesnastego prezydenta Stanów Zjednoczonych, który przyłączył Nevadę do Unii. Stolicą prowizorycznego hrabstwa zostało w roku 1861 Crystal Springs. W latach 1867–1871 siedzibą władz było Hiko. Od roku 1871 w Pioche. W 1957 roku w południowo-zachodniej części została założona Strefa 51. Wielu mieszkańców utrzymuje się z obsługi turystów.

## Geografia
Całkowity obszar 27 549 km². Rozległa pustynia. Woda stanowi zaledwie 0,03% powierzchni. Południowo-zachodnia część, w granicach Strefy Sił Powietrznych Nellis.

### Miasta
- Alamo
- Caliente

### CDP
- Alamo
- Beaverdam
- Bennett Springs
- Dry Valley
- Hiko
- Mount Wilson
- Panaca
- Pioche
- Rachel
- Ursine

### Sąsiednie hrabstwa
- Hrabstwo Clark – południe
- Hrabstwo Nye – zachód
- Hrabstwo White Pine – północ
- Hrabstwo Mohave, Arizona – południowy zachód
- Hrabstwo Washington, Utah – wschód
- Hrabstwo Iron, Utah – wschód
- Hrabstwo Beaver, Utah – wschód
- Hrabstwo Millard, Utah – północny wschód

## Demografia
Według danych pięcioletnich z 2022 roku, 83,8% mieszkańców stanowiła ludność biała nielatynoska, 7,3% to Latynosi jakiejkolwiek rasy, 6% było rasy mieszanej, 4,5% ludność czarna lub Afroamerykanie, 3,6% rdzenna ludność Ameryki i 0,09% pochodziło z wysp Pacyfiku.
Do największych grup należą osoby pochodzenia niemieckiego (16,1%), angielskiego (15,6%), irlandzkiego (11,4%), meksykańskiego (6,7%), szkockiego lub szkocko–irlandzkiego (5,7%), włoskiego (5,3%), duńskiego lub szwedzkiego (4,8%), francuskiego (4,1%) i „amerykańskiego” (3,1%).

## Religia
Większość mieszkańców to mormoni, którzy w roku 2020 stanowią 60,2% populacji – co sprawia, że jest najbardziej mormońskim hrabstwem, poza stanami Utah i Idaho. W hrabstwie istnieją Góry Mormonów, które swoją nazwę biorą od pierwszych osadników będącymi mormonami. Ponadto obecni są: protestanci (6,2%) i katolicy (6,2%).